# David Cliche
Pour les articles homonymes, voir Cliche.
David Cliche (né à Saint-Joseph-de-Beauce le 10 juillet 1952 et mort à Saint-Étienne-de-Bolton le 19 juillet 2020) est un homme politique québécois. Il a été député de la circonscription de Vimont à l'Assemblée nationale du Québec de 1994 à 2002, sous la bannière du Parti québécois.

## Biographie
Fils de l'avocat et ancien chef de l'aile québécoise du Nouveau Parti démocratique Robert Cliche et de l'écrivaine Madeleine Ferron, David Cliche se destine d'abord à une carrière scientifique. Il obtient un baccalauréat en géologie et une maîtrise en aménagement à l'Université de Montréal (1977), puis entreprend une carrière dans le domaine de la gestion des questions environnementales.
Candidat défait du Parti québécois dans la circonscription de Vimont en 1989, il est élu député de cette circonscription en 1994 et en 1998. 
Il occupe plusieurs fonctions ministérielles dans les gouvernements de Lucien Bouchard et de Bernard Landry : il est successivement ministre de l'Environnement et de la Faune (1996-1997), ministre délégué au Tourisme (1997-1998), ministre délégué à l'Autoroute de l'information et aux Services gouvernementaux (1998-2001) et ministre délégué à la Recherche, à la Science et à la Technologie (2001-2002).
Il démissionne de son poste de ministre et de député de Vimont le 30 janvier 2002. Après son départ de la vie politique, il travaille comme expert-conseil dans le domaine environnemental. Il décède le 19 juillet 2020 des suites d'un cancer du cerveau.